# Влосениця (Поморське воєводство)
Влосениця (пол. Włosienica) — село в Польщі, у гміні Ґнев Тчевського повіту Поморського воєводства.
Населення — 94 особи (2011).
У 1975-1998 роках село належало до Гданського воєводства.

## Демографія
Демографічна структура станом на 31 березня 2011 року:
|          | Загалом | Допрацездатний вік | Працездатний вік | Постпрацездатний вік |
| -------- | ------- | ------------------ | ---------------- | -------------------- |
| Чоловіки | 53      | 13                 | 36               | 4                    |
| Жінки    | 41      | 7                  | 29               | 5                    |
| Разом    | 94      | 20                 | 65               | 9                    |